# 이즈니스 항공
이즈니스 항공(영어: Eznis Airways)는 몽골의 항공사이며, 한때 몽골 국내 여러 지점에 취항하고 홍콩과 러시아로 가는 국제 노선이 있는 국내 최대 항공사였다. 또한 카자흐스탄에 대한 국제 서비스를 허가받았지만 운영되지는 않았다. 이즈니스 항공은 2014년에 당초 모든 운항을 중단하였으나, 2019년에 운항을 재개하였다.
이 항공사의 이름 "eznis"에서 "ez"는 영어로 "easy"를 의미하며 "nis"는 "fly"를 의미하는 몽골어이다.

## 상품 및 서비스
- 온보드 서비스

이 항공사는 몽골의 자연, 역사, 문화, 전통에 관한 기사를 싣고 몽골어와 영어로 된 분기별 기내 잡지 '스마트웨이'를 발행한다. 이 항공사는 몽골 일간신문도 항공편에 제공하고 있으며, 회사명과 로고가 새겨진 상품도 판매하고 있다. 이 품목들은 비행 중이나 울란바토르에 있는 항공사 중앙 발권 사무소에서 구입할 수 있다.
- 상용 고객 우대 프로그램

이즈니스 항공은 2009년 1월 15일부터 항공사 상용 고객 우대 프로그램인 'EZ FLARE'를 개시했다. 이 프로그램은 탑승한 각 항공편에서 해당 포인트를 수집하여 무료 또는 할인된 항공편을 얻을 수 있는 기회를 제공한다. 고객은 예약 항공편에서 탑승권과 항공권을 수집하고 보상 환수를 위해 탑승권을 반납해야 한다.

## 같이 보기
- 몽골의 항공사 목록